# Piero Patrussi
Piero Patrussi (Arezzo, 21 maggio 1942) è un ex arbitro di calcio italiano.

## Carriera sportiva
Fu inserito nell'organico arbitrale della CAN per la Serie A e B tra il 1975 e il 1983. La prima gara diretta in Serie B fu Pescara-Reggiana del 13 giugno 1976 (terminata 1-0 per la squadra di casa). L'esordio in Serie A avvenne il 7 maggio 1978, in Atalanta-Roma (0-1).
In totale ha diretto 9 incontri nella massima serie e 69 in quella cadetta.
Nel 1978 vinse il premio Fischietto d'argento, assegnato per il miglior arbitro esordiente in Serie A dalla Polisportiva Pulcini Cascina.